# Elaphidion bidens
Elaphidion bidens är en skalbaggsart som först beskrevs av Fabricius 1787.  Elaphidion bidens ingår i släktet Elaphidion och familjen långhorningar.
Artens utbredningsområde är Honduras. Inga underarter finns listade i Catalogue of Life.